# Beginenhof Kortrijk

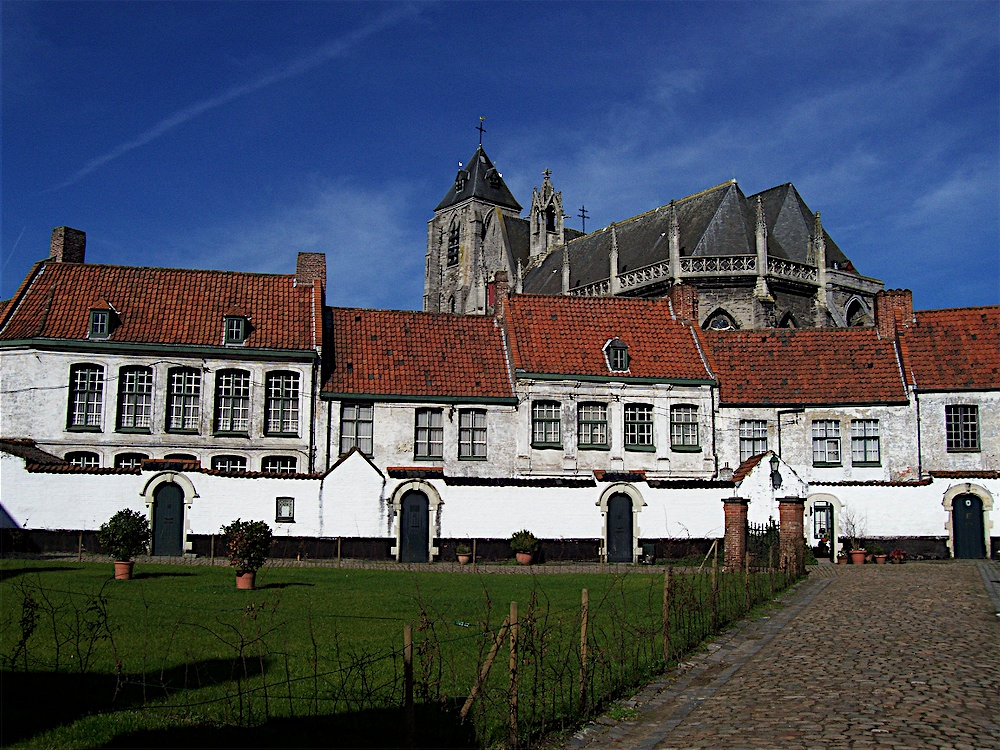
Beginenhof Kortrijk, im Hintergrund die Liebfrauenkirche mit der Grafenkapelle

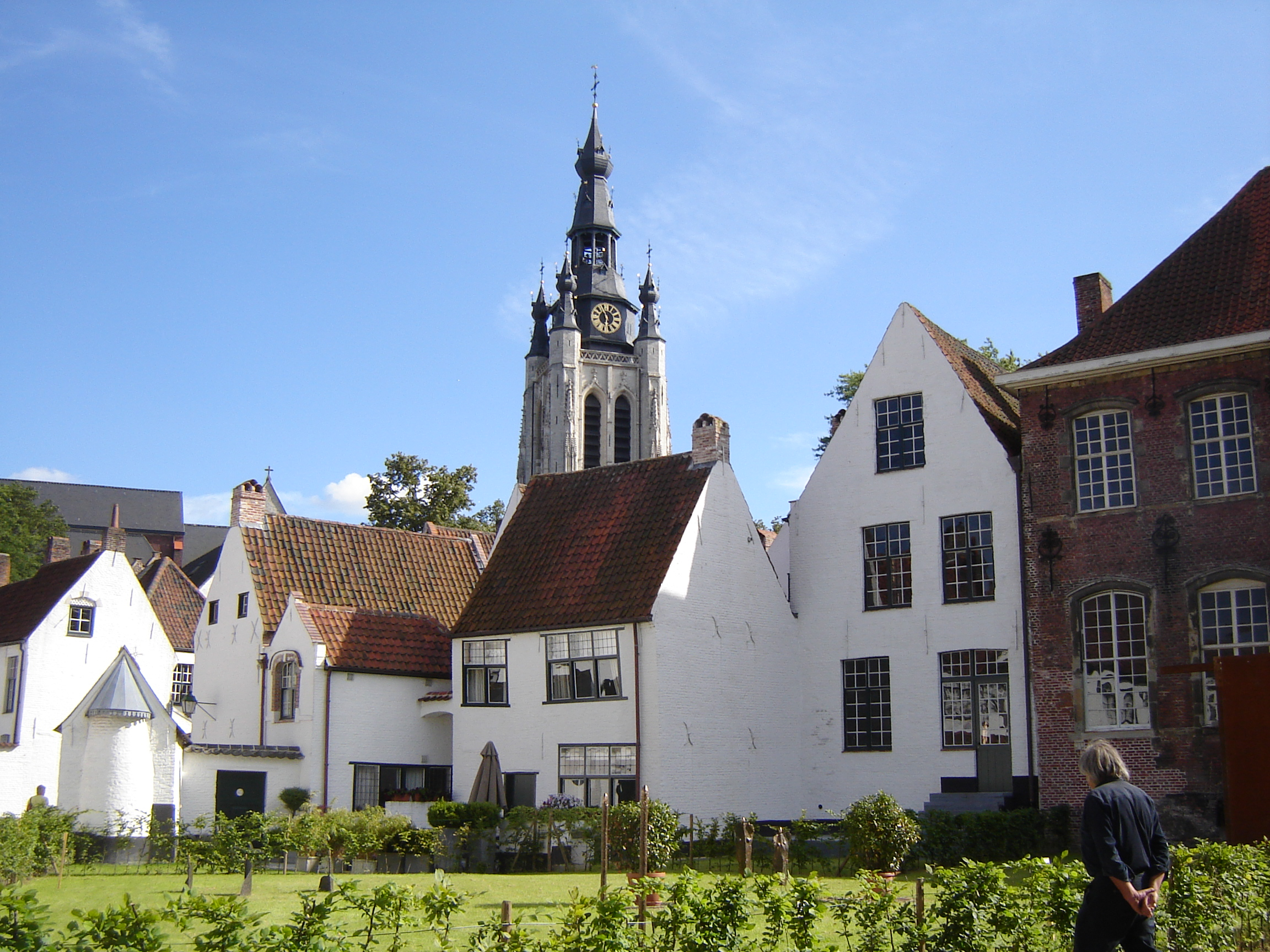
Beginenhof, im Hintergrund die Martinskirche

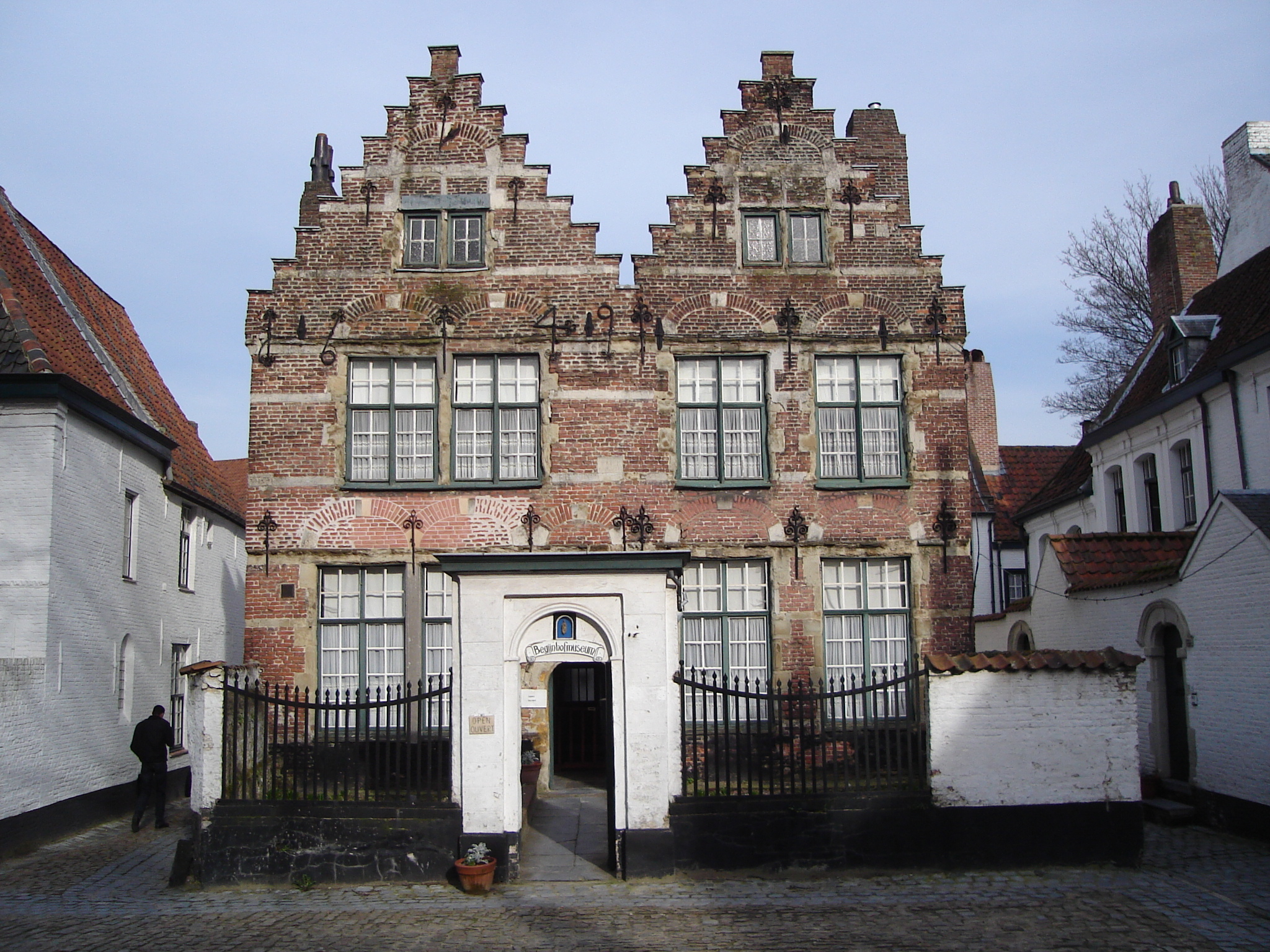
Haus der Großmeisterin

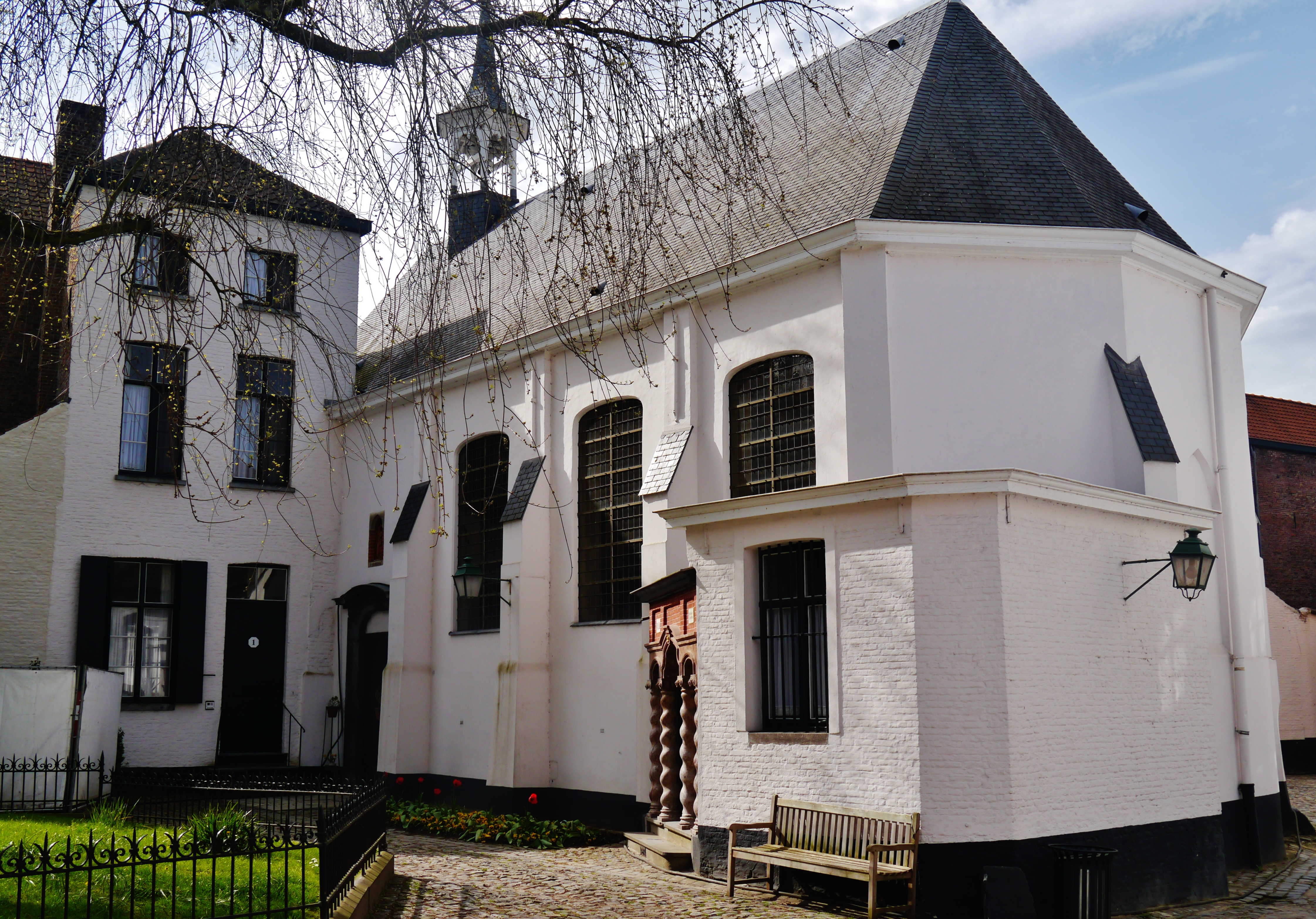
Beginenhofkirche St. Matthäus

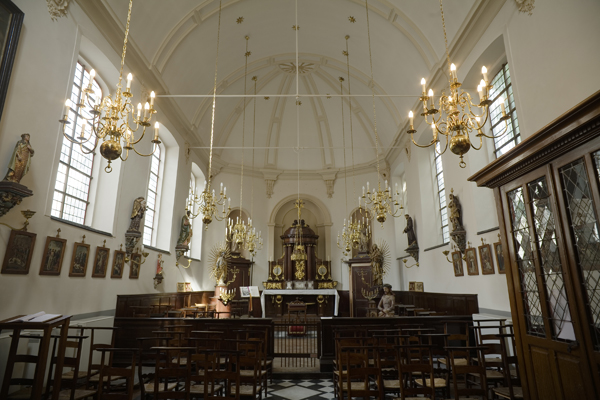
Innenansicht der Kirche

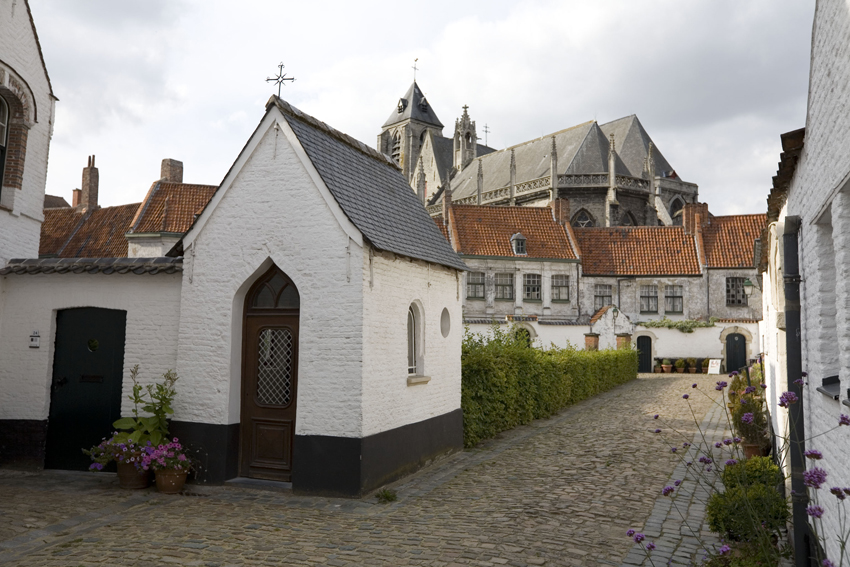
Beginenhofkapelle

Der Beginenhof Kortrijk (niederländisch Begijnhof Kortrijk) ist ein Beginenhof in der belgischen Stadt Kortrijk, Provinz Westflandern. Er ist durch königlichen Erlass vom 19. April 1937 als Denkmal geschützt. Am 2. Dezember 1998 wurde er zusammen mit zwölf anderen flämischen Beginenhöfen in die Liste des Weltkulturerbes aufgenommen. Marcella Pattyn, die weltweit letzte Begine, starb im Jahr 2013 in Kortrijk.

## Geschichte
Im Zuge der Armutsbewegung im 12. Jahrhundert begannen unverheiratete und verwitwete Frauen in klosterähnlichen Gemeinschaften zusammenzuleben, sich dem Gebet zu widmen und daneben für ihren Unterhalt zu arbeiten sowie Kranke und Arme zu pflegen. Anders als Nonnen legten sie keine Gelübde ab und waren auch nicht an eine Klausur gebunden. Die Beginenbewegung verbreitete sich bald in ganz Europa, und 1216 wurde die Einrichtung von Höfen offiziell genehmigt. Als Laiengesellschaft rief sie jedoch Misstrauen hervor, da die weltliche Obrigkeit den außerhalb von Familie und Kloster stehenden Frauen einen unordentlichen Lebenswandel nachsagte und die Kirche Häresie witterte. Im Jahr 1311 wurde das Beginenwesen deshalb allgemein verurteilt.
In Flandern und in den Niederlanden wurde die Beginenbewegung nicht verboten, und die Beginenhöfe konnten sich durchsetzen. Sie entwickelten sich in der Regel außerhalb der Stadtmauern als kleine, wirtschaftlich und religiös eigenständige Einheiten mit einem festen Schema: Kirche mit Friedhof, Konvente (eine Art Gemeinschaftshaus für junge oder mittellose Beginen, wie etwa Nummer 17, der Konvent St. Bavo von 1622 [nach Inschrift], der als letzter genutzter und bekannter „Konvent“ gilt), Krankenstation, Großes Haus für die Großmeisterin, Pfarrhaus, Heilig-Geist-Haus für die Armenpflege und Trocknungs- oder Bleichplätze. Das Ganze war umfriedet und mit einem oder mehreren Eingangstoren versehen.
Die früheste Erwähnung der Beginen von Kortrijk stammt aus dem Jahr 1242. Der Beginenhof entstand um 1280. Er lag zwischen Grafenburg, Stadtmauer und dem Kirchhof der Sint Maartenkerk nahe der Onze-Lieve-Vrouwekerk. Der Beginenhof Kortrijk wurde mehrmals zerstört: 1302 bei der Sporenschlacht, 1382 nach der Schlacht bei Roosebeke und erneut 1684 von den Franzosen. Die erhaltenen 41 Häuser stammen weitgehend aus dem 17. Jahrhundert.
Bis zum Sommer 2008 war das Beginenhofmuseum im Haus der Großmeisterin untergebracht. Im Juli 2014 wurde im Erdgeschoss des restaurierten St.-Annen-Saals ein neues Besucherzentrum eröffnet.

## Zeittafel
- 1284: Gründung einer Kapelle
- 1302: Schwere Schäden bei der Belagerung der nahe gelegenen gräflichen Burg durch französische Soldaten, unter anderem ausgebrannte Häuser
- 1382: Schäden durch Plünderung durch bretonische Söldner, darunter ein Brand
- 1373: erste Erwähnung der Kirche
- 15. Jahrhundert: Die Kirche wurde vollständig im gotischen Stil umgebaut und 1464 als St.-Matthäus-Kapelle geweiht.
- 1612: Vergrößerung des Beginenhofs durch den Bau neuer Häuser am Stadtteich
- 1649: Bau des „Groothuis“
- 1676: Erweiterung des Beginenhofs nach dem Kauf eines Teils der ältesten Stadtmauern; der Garten wird angelegt.
- 1682: Bau des Großen Saals
- Erste Hälfte des 17. Jahrhunderts und 1746: größere Reparaturen an der Kirche
- 1855: Abriss von elf Häusern, die mit dem Eingang auf der Westseite wieder aufgebaut wurden (Begijnhofstraat Nummern 2–16) und Bau der Häuser Nummer 1 und 2
- 1897–1898: Reparatur
- 1918: Bombenschäden an der Kapelle und am Großen Saal
- 2013: Die weltweit letzte Begine Marcella Pattyn starb mit 92 Jahren im Altersheim Kortrijk, nachdem sie in ihrem Ordensleben auf diesem Hof gewohnt hatte.[2]

## Lage und Architektur
Der Sint-Elisabethbegijnhof wurde ursprünglich im Norden durch den südlich der Stützmauer der französischen Festungen gelegenen Graben, im Süden durch den Sint-Maartenskerkhof, im Westen durch die Begijnhofstraat und im Osten durch den Teich Nedervijver begrenzt, wie am erhaltenen Artillerieturm in der Nordostecke zu erkennen ist. Später, nachdem die Gräben zugeschüttet worden waren, wurde der Beginenhof durch Gärten bis zum Zijpte (Entwässerungskanal) erweitert.
Der Beginenhof mit annähernd viereckigem Grundriss und derzeit 41 Häusern (bis 1855 waren es 53) ist gruppiert um zwei Höfe mit Rasenflächen, Kopfsteinpflaster, einer Kirche, einer Kapelle und ringsum angrenzenden Häusern. Der Haupteingang befindet sich in der Südwestecke mit Pförtnerhaus auf der Höhe des Grote Markt/Begijnhofstraat.
Der Haupteingang befindet sich am Joannasplein mit einer Statue der Johanna von Konstantinopel von 1891 von V. Dupont (Kortrijk) und einem Ahornbaum. Im Norden liegt das ehemalige Bleichefeld mit der Kapelle Unserer Lieben Frau vom Schnee. Links von Nummer 1 und rechts von Nummer 2 sind Gemälde mit Christus am Kreuz zu sehen. Die Nummer 1  hat außerdem eine Nische mit der Heiligen Barbara. Bis zum Sommer 2008 war im Haus der Großmeisterin das Beginenhofmuseum untergebracht. Im Juli 2014 wurde im Erdgeschoss der restaurierten St.-Annen-Halle ein neues Erlebniszentrum eröffnet. Die Eröffnung eines authentischen Museumshauses erfolgte um 2015. Dieses Besichtigungshaus befindet sich im Haus Nr. 41, direkt neben dem Haupteingang zum Hof.

## Beginenhofkirche
Die Beginenhofkirche St. Matthäus ist ein schlichtes, einschiffiges Bauwerk mit dreiseitigem Schluss. Im Innern ist das Bauwerk mit einem Tonnengewölbe geschlossen. Sie wurde in der Mitte des 15. Jahrhunderts erbaut, in den Jahren 1503/1504 mit einem hölzernen Gewölbe versehen und in den Jahren 1764–1787 barockisiert. Der Hauptaltar wurde in den Jahren 1785 bis 1788 von J. B. Casaer und dem Bildhauer P. J. Reable geschaffen. Die einmanualige Orgel ist ein Werk eines unbekannten Orgelbauers aus dem Jahr 1679 mit acht Registern, das 2003 von Gerard Pels D’Hondt restauriert wurde.